# Língua ripuária

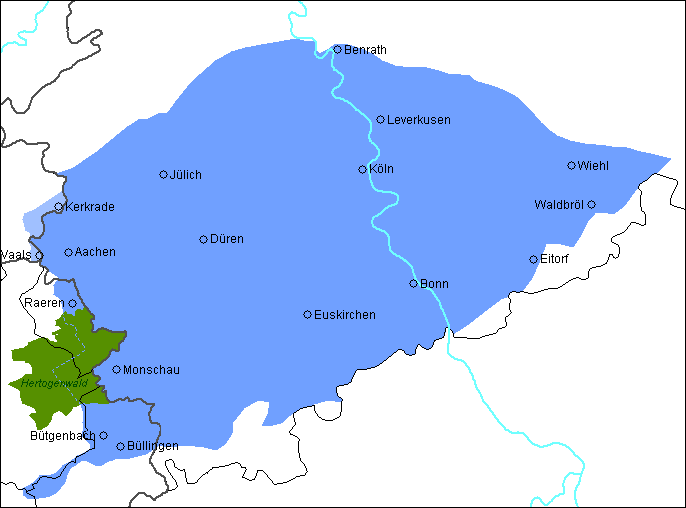
Áreas onde se fala Ripuário. Em verde, falantes esparsos

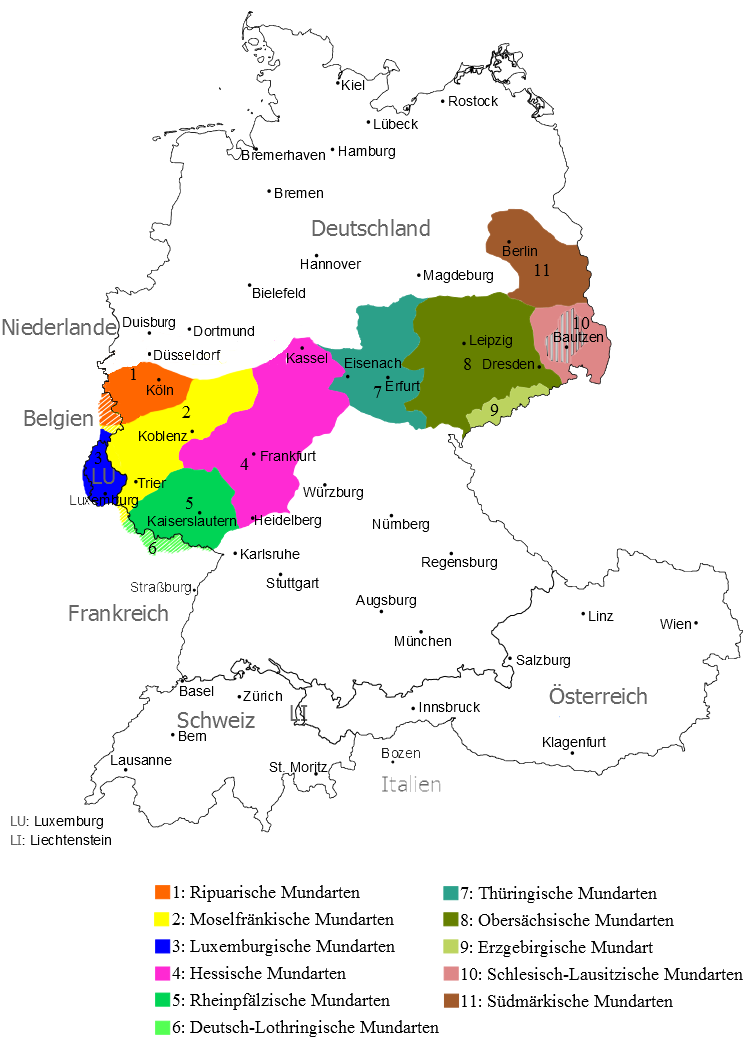
Área do Alemão Central 1 = Ripuário

Ripuário (também Ripuário Francônio ou Ripuarisch Platt; nome nativo Ripoarėsch) é um dialeto da língua alemã que faz parte do grupo de linguístico de línguas alemãs centro ocidentais. Junto com o Francônio de Moselle, que inclui a Língua luxemburguesa, o Ripuário pertence à família de dialetos Centro-Francônios e também ao continuum de dialetos da região do rio Reno e das línguas Baixo-Francônias.

## Amostra de Texto
Pai Nosso – em Colognian / Kölsch 
Leeve Herrjott, hellich ess Dinge Name. Vum Himmel us rejeers Do et janze Weltall noh Dingem Welle. Wie ne Vatter sorgs Do för de Minschheit, die he op de Äd Di Rich erwaden deit. Vill Nut es en der Welt, döm bedde mer: maach doch, dat keine Minsch mieh muss Hunger ligge. Nemm vun uns alle Sündeschold, domet och jederein ess jnädich de eije Schöldner. Helf Do uns, dat meer alle Versökunge widderstonn, un halt alles vun uns fähn, wat unsem iwije Heil schade künnt. Amen.